# Émile Chanoux
Émile Chanoux (Valsavarenche, Vale de Aosta, 9 de janeiro de 1906 – Aosta, 18 de maio de 1944) foi um político italiano assassinado pela milícia fascista.
Jovem estudante de direito, Chanoux torna-se vice-presidente da "Jeune Vallée d'Aoste", um movimento que visava a defesa da identidade valdostana, inluindo a sua autonomia histórica e a sua língua, o "valdostano", uma variedade local da língua francoprovençal. A 19 de dezembro de 1943, em plena Segunda Guerra Mundial, ele encontra-se com representantes das populações francófonas do Piemonte, na cidade de Chivasso, onde foi assinada uma declaração que proclama os direitos, culturais, políticos e económicos daqueles povos.
Para Chanoux, os problemas das regiões com minorias étnicas só podem ser resolvidos dentro de um quadro de federalismo. Sobre este assunto, ele publica clandestinamente, durante a Resistência italiana, o livro "Federalismo e autonomie", além do "Delle minoranze etniche nel diritto internazionale" ("Sobre as minorias étnicas à luz do direito internacional").
A 18 de maio de 1944 ele é preso pela milícia fascista e submetido a torturas que, provavelmente terão provocado a sua morte naquela noite.